# 대한간호조무사협회
대한간호조무사협회(大韓看護助務士協會, Korea Licensed Practical Nurses Association ; 간무협)는 회원의 자질 향상을 위한 기술과 지식 습득을 도모하고 간호조무사 업무수행에 관한 편의와 권익을 옹호하며 회원 간의 친목과 복지를 도모함으로써 국민보건 향상에 기여하기 위하여 설립된 사단법인이다. 회장 1인, 부회장 7인, 상임이사 15인 이내, 감사 4인 등으로 구성되는데, 부회장 7인 중 서울특별시간호조무사협회장, 임상위원장, 교육위원장은 당연직 부회장으로 한다. 대한간호조무사협회 중앙회는 서울시 용산구 한강대로 15길 11, 5층에 위치하고 있다.

## 관련 법령
- 의료법[6]
  - 의료법 시행규칙[7]
  - 간호조무사 및 의료유사업자에 관한 규칙[8]

## 연혁
- 1973년 7월 28일 가칭 사단법인 한국간호조무사협회 창립총회
- 1973년 8월 1일 초대 김명자 회장서리 취임
- 1974년 12월 24일 사단법인 한국간호보조원협회 설립허가 및 정관승인 (보건사회부)
- 1974년 12월 31일 각 시도 10개 지부 조직 완료
- 1975년 1월 11일 법인 등기필 (민사지방법원)
- 1975년 5월 10일 초대 김명자 회장 피선
- 1975년 6월 28일 제2대 문귀자 회장 피선
- 1975년 8월 26일 협회기관지 월간 『한국간보』 발간 허가 (문화공보부)
- 1975년 12월 31일 협회기관지 월간 『한국간보』 창간호 발행
- 1976년 4월 4일 제3대 김금순 회장 피선. 사무국장 직제 신설
- 1978년 1월 27일 제4대 박숙희 회장 피선
- 1978년 8월 1일 협회기관지 제호 『韓國看報』로 변경
- 1979년 3월 4일 제4대 박숙희 회장 임기전 사퇴로 후임 김진용 승계 및 잔여기간 재임
- 1980년 3월 15일 제5대 김진용 회장 피선
- 1981년 7월 1일 전국 내무부 산하 보건요원 임시직에서 보건직으로 개편 (한국간호보조원협회 건의)

- 서울특별시 보건요원 52명 제외1982년 2월 27일 제6대 이경자 회장 피선1983년 5월 14일 협회기관지 제호 『看報協會報』로 변경
- 1984년 1월 14일 제7대 이경자 회장 연임
- 1985년 1월 1일 서울특별시청 소속 17개 구 보건소 근무 보건요원 52명 고용직에서 정규직 발령 (한국간호보조원협회 건의)
- 1985년 5월 18일 학력 상향 조정 (중졸 이상 → 고졸 이상)
- 1985년 8월 10일 경북지부를 대구(경북)지부로 변경
- 1986년 1월 25일 인천직할시지부 결성
- 1986년 2월 1일 제8대 이경자 회장 2차 연임
- 1986년 10월 23일 간호보조원 조기정년퇴직규정 폐지 (만 21세 → 만 55세)
- 1987년 3월 7일 간호학원 증원 및 신규허가 억제 관철 (문교부 회신 접수)
- 1988년 3월 5일 제9대 이경자 회장 3차 연임
- 1988년 3월 28일 간호보조원을 간호조무사로 변경하는 의료법 개정법률 시행
- 1988년 4월 14일 사단법인 한국간호보조원협회를 한국간호조무사협회로 명칭 개정 정관 허가
- 1988년 5월 27일 협회기관지 제호 『看護助務士報』로 변경
- 1988년 10월 8일 제주도지부 재결성
- 1989년 2월 23일 충청남도지부, 대전직할시지부와 분리 설치
- 1989년 11월 4일 경상북도지부, 대구직할시지부와 분리 설치
- 1990년 3월 10일 제10대 이경자 회장 4차 연임
- 1990년 7월 28일 간호조무사 임상분과 조직
- 1992년 2월 22일 제11대 이경자 회장 5차 연임
- 1992년 11월 13일 응급구조사제도 신설
- 1993년 4월 10일 대전(충남)지부 통폐합
- 1994년 1월 10일 대한간호조무사협회중앙회 사무실 매입 (서울특별시 구로구 구로동 106-4 구로선경오피스텔 1401ㅎ호, 1408호)
- 1995년 2월 18일 제12대 이경자 회장 6차 연임
- 1995년 4월 4일 서울시지부 중앙회와 분리 설치
- 1995년 10월 14일 제주도지부 재조직
- 1997년 4월 15일 시도지부를 시도회로 명칭 변경
- 1998년 2월 28일 제13대 김한순 회장 취임
- 1998년 3월      호스피스제도화추진위원회 가입
- 1998년 6월      한국직능단체총연합회 가입
- 2001년 5월 11일 김은숙 회장직무대행 취임 (법원 선임)
- 2002년 11월 27일 김대권 회장직무대행 취임 (법원 선임)
- 2003년 4월 12일 제14대 박진숙 회장 취임
- 2004년 12월 14일 사단법인 한국여성단체협의회 회원단체 가입
- 2005년 7월 4일 박진숙 회장 사임서 제출
- 2005년 7월 11일 임정희 부회장이 회장직무대행으로 선임
- 2006년 3월 4일 제15대 임정희 회장 선출
- 2007년 10월      노인복지법에 간호조무사 자격증 소지자 요양보호사 1급 자격 부여 관철
- 2008년 7월 19일 새명칭심사위원회 개최 (대상에 간호실무사 선정)
- 2010년 5월 26일 대한간호조무사협회로 명칭 변경
- 2011년 8월 3일 치과전문간호조무사 인증시험 합격자 인증서 발급
- 2012년 4월 1일 제17대 강순심 회장 선출
- 2012년 7월 27일 대한간호조무사협회중앙회 사무처 이전 (서울특별시 구로구 구로4동 97-3)
- 2013년 2월 14일 보건복지부, 간호인력을 3단계 개편하는 간호인력개편방향 발표 (간호사 / 1급 실무간호인력 / 2급 실무간호인력)[9][10][11]
- 2013년 4월 1일 학술국 신설
- 2013년 5월 6일 LPN News 창간호 발간
- 2013년 10월 8일 공무원 직급표상 간호직렬 뒤에 간호조무직렬 배치
- 2013년 12월 3일 강순심 회장 서거로 김현자 수석부회장 겸 서울특별시간호조무사협회장 회장 직무대행 임명
- 2013년 12월 28일 제18대 김현숙 회장 선출
- 2015년 4월 1일 제19대 홍옥녀 회장 선출
- 2016년 6월 16일 간호조무사교육원 출범출 2016년 6월 16일 간호조무사교육원 출범
- 2017년 1월 1일 의료법 개정으로 간호조무사 자격 보건복지부장관 자격으로 전환, 간호조무사 자격신고제 및 교육훈련기관 지정평가제 도입
- 2018년 4월 1일 제20대 홍옥녀 회장 선출
- 2019년 7월        장기요양기관 주야간보호센터 시설장 자격에 간호조무사 포함

## 주요 업무
- 국민건강 증진 및 보건 향상에 관한 사항
- 보건의료제도 조사연구 및 개선에 관한 사항
- 간호교육 발전 및 교육제도 개선에 관한 사항
- 간호조무사 업무의 개선 및 기술 향상에 관한 사항
- 간호조무사 보수교육 및 전문교육에 관한 사항
- 간호조무사의 권익 보호와 복지 증진 및 취업 알선에 관한 사항
- 기관지 및 간호조무사 관계 서적 발간에 관한 사항
- 간호조무사 양성교육 평가기관 지원 및 협력에 관한 사항
- 간호조무사 국제교류에 관한 사항
- 간호조무사 국가시험 및 면허자격 관리에 관한 사항
- 기타 협회의 목적 달성에 필요한 사업

## 조직

### 이사회
- 선거관리위원회
- 윤리위원회

### 대한간호조무사협회장
- 전국임상간호조무사협의회

### 상임이사
- 교육위원회
- 파독간호조무사위원회

## 부설 기관
- 간호조무사교육원

## 시·도회
| - 서울시간호조무사회 - 강남구분회 - 강북구분회 - 강서구분회 - 구로구분회 - 광진구분회 - 금천구분회 - 노원구분회 - 동대문구분회 - 동작구분회 - 서대문구분회 - 서초구분회 - 성동구분회 - 성북구분회 - 송파구분회 - 은평구분회 - 양천구분회 - 영등포구분회 - 용산구분회 - 중구분회 - 종로구분회 - 중랑구분회 - 인천시간호조무사회 - 경기도간호조무사회 - 가평·양평분회 - 고양·파주분회 - 과천·안양분회 - 광명·시흥분회 - 광주·하남분회 - 구리·남양주분회 - 군포·의왕분회 - 김포·부천분회 - 동두천·양주분회 - 성남분회 - 수원권선·장안분회 - 수원영통·팔당분회 - 안산분회 - 안성·평택분회 - 여주·이천분회 - 연천·포천분회 - 오산·화성분회 - 용인분회 - 의정부분회 | - 강원특별자치도간호조무사회 - 춘천시분회 - 원주시분회 - 강릉시분회 - 삼척시분회 - 홍천군분회 - 횡성군분회 - 화천군분회 - 양구군분회 - 양양군분회 | - 충청북도간호조무사회 - 상당구분회 - 흥덕구분회 - 서원구분회 - 청원구분회 - 충주시분회 - 제천시분회 - 괴산군분회 - 진천군분회 - 음성군분회 - 증평군분회 - 보은군분회 - 옥천군분회 | - 대전·충남간호조무사회 - 대전유성구분회 - 대전서구분회 - 대전중구분회 - 대전대덕구분회 - 대전동구분회 - 세종시분회 - 천안시분회 - 아산시분회 - 논산시분회 - 공주시분회 - 보령시분회 - 홍성군분회 - 부여군분회 - 예산군분회 - 금산군분회 - 청양군분회 | - 전북특별자치도간호조무사회 - 전주시분회 - 군산시분회 - 익산시분회 - 남원시분회 - 정읍시분회 - 김제시분회 - 완주군분회 - 임실군분회 - 진안군분회 - 무주군분회 - 장수군분회 - 순창군분회 - 고창군분회 - 부안군분회 | - 광주·전남간호조무사회 - 광산구분회 - 남구분회 - 동구분회 - 북구분회 - 서구분회 - 고흥군분회 - 광양시분회 - 나주시분회 - 담양군분회 - 무안군분회 - 보성군분회 - 순천시분회 - 여수시분회 - 영광군분회 - 영암군분회 - 장성군분회 - 장흥군분회 - 함평군분회 - 화순군분회 - 강진군·해남군분회 - 곡성군·구례군분회 - 신안군·목포시분회 - 진도군·완도군분회 | - 대구시간호조무사회 - 경상북도간호조무사회 - 포항시분회 - 경주시분회 - 김천시분회 - 안동시분회 - 영주시분회 - 상주시분회 - 문경시분회 - 경산시분회 - 의성군분회 - 청송군분회 - 영양군분회 - 영덕군분회 - 청도군분회 - 고령군분회 - 성주군분회 - 칠곡군분회 - 예천군분회 - 봉화군분회 - 울진군분회 - 울릉군분회 | - 부산시간호조무사회 - 중구·동구분회 - 남구·수영구분회 - 해운대구·기장군분회 - 북구분회 - 사하구분회 - 사상구분회 - 부산진구분회 - 연제구분회 - 금정구분회 - 동래구분회 - 서구분회 - 영도구분회 - 울산·경남간호조무사회 - 창원시분회 - 마산시분회 - 진해시분회 - 진주시분회 - 통영·고성분회 - 사천시분회 - 김해시분회 - 창녕군분회 - 밀양시분회 - 거제시분회 - 양산시분회 - 남해·하동분회 - 산청·함양분회 - 거창·합천분회 - 의령·함안분회 | - 제주도간호조무사회 - 제주시분회 - 서귀포시분회 |

## 같이 보기
- 대한간호협회
- 대한병원협회
- 한국간호교육평가원
- 한국보건의료인국가시험원